# Paracalybistum
Paracalybistum is een kevergeslacht uit de familie van de boktorren (Cerambycidae). De wetenschappelijke naam van het geslacht werd voor het eerst geldig gepubliceerd in 1952 door Lepesme.

## Soorten
Paracalybistum omvat de volgende soorten:
- Paracalybistum intermedium Adlbauer, 2000
- Paracalybistum teocchii Mourglia, 1989
- Paracalybistum villiersi Lepesme, 1952